# 佩妮拉·奥古斯特
佩妮拉·奥古斯特（瑞典語：Pernilla August，1958年2月13日—），女，瑞典演员。曾获得1992年戛纳电影节最佳女演员奖。

## 職業生涯

### 演員
佩妮拉在瑞典Netflix青少年LGBT網絡劇《王儲的抉擇》中飾演瑞典女王克里斯蒂娜（Queen Kristina of Sweden）。